# Liste des évêques et archevêques de Manfredonia-Vieste-San Giovanni Rotondo
Liste chronologique des évêques et archevêques de l'archidiocèse de Manfredonia-Vieste-San Giovanni Rotondo

## Évêques de Siponto
- Saint Justin de Siponto (it) (44)
- Anonyme (132)
- Anonyme (138)
- Anonyme (? - 194)
- Saint Marcellin ( ? )
- Saint Julien ( ? )
- Saint Léon I (256 - 293)
- Saint'Eusan (296 - 300)
- Anonyme (301)
- Anonyme (333)
- Anonyme (385)
- Aurèle ( ? )
- Simplice ( ? )
- Saint Théodore ( ? )
- Saint Félix Ier (mentionné en 465)
- Saint Laurent de Siponto (it) (première moitié du VIe siècle)
- Félix II (591 - 593)
- Vitalien Ier (597 - 599)
- Stéphane (VIe siècle/VIIe siècle)
- Rufin (mentionné en 649)
  - Siège unit à l'Archidiocèse de Bénévent (VIIe siècle-XIe siècle)
- Léon II (1023 - 1037)
  - Jean de Trani (? - 1059) administrateur apostolique déposé
- Guisard (mentionné en 1062)
- Gérard Ier, O.S.B (1064 - 1076)
- Omobon (1087 - 1097)
- Albert, O.S.B (1100 - 1116)
- Grégoire Ier, O.S.B (1116 - 1117)
- Guillaume Ier (1118 - 1124)
- Jean Ier (1129 - 1132)
- Gaudin (mentionné en 1136)
- Guillaume II (1143 - 1147)
- Goffred (1158 - 1168)
- Gérard II de Vérone (1170 - 1179)
- Jean II (mentionné en 1195)
- Hugon de Troia (1195 - 1210)
- Anonyme (mentionné comme évêque élu en 1215 et en 1216)

## Évêque de Manfredonia
- Ruggero di Anglona (1219 - 1256)
- Giacomo Falconario (1259 - 1269)
- Giovanni Freccia (1277 - 1290)
- Andrea De China (1291 - 1301)
- Gregorio de Montelongo (1301 - 1302)
- Leonardo Mancini (1302 - 1326)
- Matteo Orsini, O.P (1327 - 1327)
- Bartolomeo (1328 - 1330)
- Sasso Giudici Leoni (1330 - 1343)
- Pietro Gallo, O.F.M (1343 - ? )
- Francesco Crispo, O.E.S.A (1351 - ? )
- Marino (1354 - ? )
- Feo (1361 - ? )
- Pietro, O.Carm (1375 - 1378)
- Giovanni III (1382 - 1386)
- Giovanni IV (1386 - 1397)
- Niccolò Sacchi, O.P (1398 - 1402) nommé archevêque de Raguse de Dalmatie
- Niccolò de Hortis (1402 - 1407)
- Lorenzo II (1410 - ? )
  - Paolo di Segni (1414 - 1419) nommé évêque de Gerace (antiévêque)
- Mattia Foschi (1436 - 1438) nommé évêque de Rieti
- Angelo Capranica (1438 - 1447) nommé évêque d'Ascoli Piceno
  - Basilius Bessarion (1447 - 1449) nommé administrateur apostolique du diocèse de Mazara del Vallo
- Giovanni Burgio (1449 - 1458 nommé évêque de Mazara del Vallo
- Niccolò Perotti (1458 - 1480)
- Tiberio Nardini (1481 - 1498)
- Agapito Geraldino (1500 - 1506)
- Antonio Maria Ciocchi del Monte (1506 - 1511) nommé évêque de Pavie
- Giovanni Maria Ciocchi del Monte (1513 - 1544) élu pape sous le nom de Jules III
- Giovanni Ricci (1544 - 1545) nommé archevêque de Chiusi
- Giovanni Andrea Mercurio (1545 - 1550) nommé archevêque de Messine
- Sebastiano Antonio Pighini (1550 - 1553) nommé administrateur apostolique d'Adria
- Dionisio de Robertis, O.S.M (1554 - 1560)
- Bartolomé de la Cueva y Toledo (1560 - 1562)
- Tolomeo Gallio (1562 - 1573)
- Giuseppe Sappi (1573 - 1586)
- Domenico Ginnasi (1586 - 1607)
- Annibale Serugo De Gimnasiis (1607 - 1622)
- Giovanni Giannini (1622 - 1622)
- Bernardino Buratto (1623 - 1628)
- Annibale Andrea Caracciolo (1628 - 1629)
- Orazio Annibale della Molara (1630 - 1643)
- Antonio Marullo, S.J (1643 - 1648)
- Paolo Teutonico (1649 - 1651)
- Giovanni Alfonso Puccinelli, C.R.L (1652 - 1658)
- Benedetto Cappelletti (1659 - 1675)
- Pietro Francesco Orsini de Gravina, O.P (1675 - 1680) nommé archevêque de Cesena puis élu pape sous le nom de Benoît XIII
- Tiberio Muscettola, C.O (1680 - 1708)
- Giovanni De Lerma (1708 - 1725)
- Marcantonio De Marco (1725 - 1742)
- Francesco Rivera (1742 - 1777)
- Tommaso Maria Francone, C.R (1777 - 1799)
  - Siège vacante (1799-1804)
- Giovanni Gaetano del Muscio, Sch.P (1804 - 1807)
  - Siège vacante (1807-1818)
- Eustachio Dentice, C.R (1818 - 1830)
- Vitangelo Salvemini (1832 - 1854)
- Vincenzo Taglialatela (1854 - 1879)
- Beniamino Feuli (1880 - 1884)
- Federico Pizza (1884 - 1897)
- Pasquale Gagliardi (1897 - 1929)
  - Alessandro Macchi (1929–1931) administrateur apostolique
- Andrea Cesarano (1931 - 1969)
  - Antonio Cunial (1967–1970) administrateur apostolique
- Valentino Vailati (1970 - 1986) nommé archevêque de Manfredonia-Vieste

## Évêques de Vieste
- Alfano (994 - 1035)
- Marando (1158 - 1169)
- Simeone (mentionné en 1179)
- Anonyme (1195 - 1198)
- Anonyme (mentionné en 1199)
- Anonyme (mentionné en 1224)
- Pietro (mentionné en 1225)
- Teoduino (mentionné en 1227)
- Giovanni (1274 - 1275)
- Angelo (1291 - 1302)
  - Gabriele, O.S.B (1303 - 1303) évêque élu
- Giovanni, O.E.S.A (1304 - ? )
- Elia Seguini, O.P (1343 - 1349)
- Nicola, O.F.M (1349 - ? )
- Cristoforo (1361 - ? )
- Rainaldo di Monte Sant'Angelo, O.F.M (1371 - ? )
- Zamparino (1385 - 1387)
  - Guglielmo Simonelli (1387 - 1420) nommé évêque d'Orange (antiévêque)
- Antonio (1387 - 1390) nommé évêque de Ruvo
- Zamparino (1390 - 1403) (pour la seconde fois)
- Lorenzo de Gilotto (1403 - 1405) nommé évêque de Pouzzoles
- Francesco (1405 - ? )
- Giovanni di Ruvo (1420 - ? )
- Benedetto Bernardo, O.P (1477 - 1495)
- Carlo Bocconi (1495 - 1505)
- Latino Pio (1505 - 1514)
- Giovanni Francesco Salvino (1514 - 1516)
- Girolamo Magnani, O.F.M (1518 - 1527)
- Ludovico Buono (1527 - 1528)
- Leonardo Bonafide, O.S.B (1528 - 1529) nommé évêque de Cortone
- Alfonso Carillo (1530 - 1547)
- Pellegrino Fabi (1547 - 1551)
- Giulio Pavesi, O.P (1555 - 1558) nommé archevêque de Sorrento
- Ugo Boncompagni (1558 - 1565) élu pape sous le nom de Grégoire XIII
- Antonio Ganguzia (1565 - 1574)
- Anselmo Olivieri, O.F.M (1574 - ? )
- José Esteve Juan (1586 - 1589) nommé évêque d'Orihuela
- Tommaso Malatesta, O.P (1589 - 1589)
- Maschio Ferracuti (1589 - 1613)
- Muzio Vitali (1613 - 1615)
- Paolo Palumbo, C.R (1615 - 1617) nommé évêque de Cassano
- Ambrogio Palumbo, O.P (1618 - 1641)
- Paolo Ciera, O.S.A (1642 - 1644)
- Giacomo Accarisi (1644 - 1654)
- Giovanni Mastelloni (1654 - 1668)
- Raimondo de Pozzo (1668 - 1694)
- Andrea Tontoli (1695 - 1696)
- Francesco Antonio Volturale (1697 - 1697)
- Lorenzo Kreutter de Corvinis, O.S.B.Silv (1697 - 1701)
- Giovanni Antonio Ruggeri (1703 - 1704)
- Camillo Caravita (1704 - 1713)
  - Siège vacant (1713-1718)
- Giuseppe Grisconi, Sch.P (1718 - 1719)
- Marcantonio de Marco (1720 - 1725 nommé archevêque de Manfredonia
- Nicola Preti Castriota (1725 - 1748)
- Nicola Cimaglia, O.S.B.Coel (1748 - 1764)
- Giuseppe Maruca (1764 - 1784)
  - Siège vacant (1784-1792)
- Domenico Arcaroli (1792 - 1817)
  - Siège administré par l'archevêque de Manfredonia (1818-1986)

## Archevêques de Manfredonia-Vieste
- Valentino Vailati (1986 - 1990)
- Vincenzo D'Addario (1990 - 2002) nommé évêque de Teramo-Atri

## Archevêques de Manfredonia-Vieste-San Giovanni Rotondo
- Domenico Umberto D'Ambrosio (2003 - 2009) nommé archevêque de Lecce
- Michele Castoro (2009 - 2018)
  - Luigi Renna, (2018) administrateur apostolique
- Franco Moscone, C.R.S (2018